# Drogenbos
Drogenbos is een plaats en faciliteitengemeente in de Belgische provincie Vlaams-Brabant. De gemeente telt ruim 6.000 inwoners. Binnen de gemeentegrenzen liggen geen andere kernen. De gemeente ligt in de Brusselse Rand, is vergroeid met de Brusselse agglomeratie en wordt gerekend tot de streek Zennevallei. De inwoners van Drogenbos zijn de Drogenbossenaars en het traditionele dialect is het Drogenbos, hoewel de gemeente grotendeels is verfranst.

## Geschiedenis
Drogenbos is ontstaan in de 11e eeuw als een van de feodale dorpen onder de hoede van de hoogmeierij van Sint-Genesius-Rode, in het kwartier van Brussel van het hertogdom Brabant. Op kerkelijk vlak hing het dorp af van de parochie van Beersel. Na de Franse invasie werd Drogenbos (toen als Droogenbosch gespeld) als gemeente ingedeeld bij het kanton Ukkel van het Dijledepartement.
In de 19e en begin 20e eeuw ontstond er een sterke industriële ontwikkeling door de groei van Brussel en de vestiging van bedrijven in de Zuidelijke Rand, langs het kanaal en de spoorweg.
Op 7 juni 1947 werd de gemeente aangesloten op het Brusselse tramnet met de verlenging van tramlijn 52 vanaf de Stallestraat in Ukkel.

## Bezienswaardigheden
- De gotische Sint-Niklaaskerk
- Het voormalige Oud Kasteel
- Het Kasteel de Rey
- Het Museum Felix De Boeck

## Natuur en landschap
Drogenbos ligt in het dal van de Zenne op een hoogte van 20-40 meter. Enkele kasteeldomeinen en het onbebouwde Zennedal zorgen voor groene ruimte in dit sterk verstedelijkte gebied.

## Demografische ontwikkeling
- Bronnen:NIS, Opm:1831 tot en met 1981=volkstellingen; 1990 en later= inwonertal op 1 januari

| Inwoners van jaar tot jaar op 1 januari 1992 tot heden | Inwoners van jaar tot jaar op 1 januari 1992 tot heden | Inwoners van jaar tot jaar op 1 januari 1992 tot heden |
| jaar                                                   | Aantal                                                 | Evolutie: 1992=index 100                               |
| ------------------------------------------------------ | ------------------------------------------------------ | ------------------------------------------------------ |
| 1992                                                   | 4.792                                                  | 100,0                                                  |
| 1993                                                   | 4.789                                                  | 99,9                                                   |
| 1994                                                   | 4.755                                                  | 99,2                                                   |
| 1995                                                   | 4.698                                                  | 98,0                                                   |
| 1996                                                   | 4.666                                                  | 97,4                                                   |
| 1997                                                   | 4.693                                                  | 97,9                                                   |
| 1998                                                   | 4.717                                                  | 98,4                                                   |
| 1999                                                   | 4.722                                                  | 98,5                                                   |
| 2000                                                   | 4.693                                                  | 97,9                                                   |
| 2001                                                   | 4.674                                                  | 97,5                                                   |
| 2002                                                   | 4.731                                                  | 98,7                                                   |
| 2003                                                   | 4.769                                                  | 99,5                                                   |
| 2004                                                   | 4.800                                                  | 100,2                                                  |
| 2005                                                   | 4.847                                                  | 101,1                                                  |
| 2006                                                   | 4.876                                                  | 101,8                                                  |
| 2007                                                   | 4.822                                                  | 100,6                                                  |
| 2008                                                   | 4.891                                                  | 102,1                                                  |
| 2009                                                   | 4.884                                                  | 101,9                                                  |
| 2010                                                   | 4.953                                                  | 103,4                                                  |
| 2011                                                   | 4.935                                                  | 103,0                                                  |
| 2012                                                   | 5.013                                                  | 104,6                                                  |
| 2013                                                   | 5.062                                                  | 105,6                                                  |
| 2014                                                   | 5.093                                                  | 106,3                                                  |
| 2015                                                   | 5.222                                                  | 109,0                                                  |
| 2016                                                   | 5.372                                                  | 112,1                                                  |
| 2017                                                   | 5.457                                                  | 113,9                                                  |
| 2018                                                   | 5.599                                                  | 116,8                                                  |
| 2019                                                   | 5.689                                                  | 118,7                                                  |
| 2020                                                   | 5.653                                                  | 118,0                                                  |
| 2021                                                   | 5.699                                                  | 118,9                                                  |
| 2022                                                   | 5.770                                                  | 120,4                                                  |
| 2023                                                   | 5.851                                                  | 122,1                                                  |
| 2024                                                   | 5.944                                                  | 124,0                                                  |
| 2025                                                   | 6.040                                                  | 126,0                                                  |

## Cultuur

### Evenementen
- Vierde maandag van oktober: jaarmarkt

### Bijnaam
De inwoners dragen naar verluidt als spotnaam « kaasdrogers », of « kaaskrabbers », omdat er een bekende, hard geurende « Brusselse Kaas » wordt gemaakt. Drogenbos bestaat als afzonderlijke gemeente nog niet zo lang, pas sinds 1798. Voordien maakte het deel uit van Ukkel.

## Politiek
Drogenbos is een van de zes faciliteitengemeenten rond Brussel. Anders dan in de andere gemeenten respecteert Drogenbos doorgaans de taalwetgeving. Enerzijds is er de tweetalige partij Drogenbos Plus die de communautaire vrede wil bewaren, anderzijds is er de Union des Francophones (UF) die de taalwetgeving niet wil respecteren en liever aanhechting bij Brussel ziet. Door de rechtstreekse verkiezing van de schepenen zit ook de
UF in het schepencollege, al noemt de UF zich graag oppositie.

### Burgemeesters
- 1965-2004: Jean Calmeyn
- 2004-2006: Myriam Claessens
- 2007-heden: Alexis Calmeyn (Drogenbos Plus)

#### Bestuur 2013-2018
Burgemeester blijft Alexis Calmeyn van Drogenbos Plus-LB. Deze partij heeft de meerderheid met 11 op 17 zetels.

#### Bestuur 2019-2024
Burgemeester blijft Alexis Calmeyn van Drogenbos Plus-LB. Deze partij heeft de meerderheid met 10 op 17 zetels.

#### Bestuur 2024-2030
Burgemeester blijft Alexis Calmeyn van LB Drogenbos+. Deze partij heeft de meerderheid met 10 op 17 zetels.

### Resultaten gemeenteraadsverkiezingen sinds 1976
| Partij               | Partij                                                        | 10-10-1976 | 10-10-1976 | 10-10-1982 | 10-10-1982 | 9-10-1988 | 9-10-1988 | 9-10-1994 | 9-10-1994 | 8-10-2000 | 8-10-2000 | 8-10-2006 | 8-10-2006 | 14-10-2012 | 14-10-2012 | 14-10-2018 | 14-10-2018 | 13-10-2024 | 13-10-2024 |
| Stemmen / Zetels     | Stemmen / Zetels                                              | %          | 15         | %          | 15         | %         | 15        | %         | 15        | %         | 15        | %         | 15        | %          | 17         | %          | 17         | %          | 17         |
| -------------------- | ------------------------------------------------------------- | ---------- | ---------- | ---------- | ---------- | --------- | --------- | --------- | --------- | --------- | --------- | --------- | --------- | ---------- | ---------- | ---------- | ---------- | ---------- | ---------- |
|                      | L.B.1 / Drogenbos Plus2 / Drogenbos Plus-LB3 / LB Drogenbos+4 | 53,831     | 10         | 59,391     | 11         | 81,91     | 13        | 78,191    | 13        | 80,461    | 13        | 46,692    | 8         | 63,553     | 11         | 48,03      | 10         | 50,84      | 10         |
|                      | UF                                                            | -          |            | -          |            | -         |           | -         |           | -         |           | 41,45     | 6         | 36,45      | 6          | 28,4       | 5          | 16,8       | 2          |
|                      | Alliance Francophone                                          | -          |            | -          |            | -         |           | -         |           | -         |           | -         |           | -          |            | -          |            | 17,4       | 3          |
|                      | go1620                                                        | -          |            | -          |            | -         |           | -         |           | -         |           | -         |           | -          |            | 15,0       | 2          | 14,9       | 2          |
|                      | Ecolo-Groen Drogenbos                                         | -          |            | -          |            | -         |           | -         |           | -         |           | -         |           | -          |            | 8,6        | 0          | -          |            |
|                      | ACCENT                                                        | -          |            | -          |            | -         |           | -         |           | 19,54     | 2         | 11,86     | 1         | -          |            | -          |            | -          |            |
|                      | Gemeentelijke Samenleving - Entente communale                 | -          |            | -          |            | 18,1      | 2         | 21,81     | 2         | -         |           | -         |           | -          |            | -          |            | -          |            |
|                      | RA-Udrt                                                       | -          |            | 3,13       | 0          | -         |           | -         |           | -         |           | -         |           | -          |            | -          |            | -          |            |
|                      | GB-IC                                                         | -          |            | 10,04      | 1          | -         |           | -         |           | -         |           | -         |           | -          |            | -          |            | -          |            |
|                      | PS                                                            | -          |            | 12,62      | 1          | -         |           | -         |           | -         |           | -         |           | -          |            | -          |            | -          |            |
|                      | SP                                                            | 19,13      | 2          | -          |            | -         |           | -         |           | -         |           | -         |           | -          |            | -          |            | -          |            |
|                      | Samenleven en Vrijheid - Entente et Liberté                   | 21,02      | 3          | 14,82      | 2          | -         |           | -         |           | -         |           | -         |           | -          |            | -          |            | -          |            |
|                      | VLVD                                                          | 6,02       | 0          | -          |            | -         |           | -         |           | -         |           | -         |           | -          |            | -          |            | -          |            |
| Totaal stemmen       | Totaal stemmen                                                | 3466       | 3466       | 3392       | 3392       | 3186      | 3186      | 2997      | 2997      | 2920      | 2920      | 3035      | 3035      | 2802       | 2802       | 2938       | 2938       | 2173       | 2173       |
| Opkomst %            | Opkomst %                                                     |            |            |            |            | 88,23     | 88,23     | 87,84     | 87,84     | 87,95     | 87,95     | 90,46     | 90,46     | 84,73      | 84,73      | 85,4       | 85,4       | 59,9       | 59,9       |
| Blanco en ongeldig % | Blanco en ongeldig %                                          | 4,21       | 4,21       | 4,89       | 4,89       | 7,94      | 7,94      | 8,34      | 8,34      | 7,98      | 7,98      | 5,8       | 5,8       | 7,39       | 7,39       | 7,3        | 7,3        | 4,5        | 4,5        |

De rode cijfers naast de gegevens duiden aan onder welke naam de partijen telkens bij een verkiezing opkwamen.

De zetels van de gevormde meerderheid staan vetjes afgedrukt

## Bekende Drogenbossenaars
- Marie Collart (1842-1911), schilder
- Louis Thevenet (1874-1930), schilder
- Paul Craps (1877-1939), schilder en graficus
- Pol Jacquemyns (1896-1977), journalist
- Felix De Boeck (1898-1995), schilder
- Jo-El Azara (1937-2023), striptekenaar

## Nabijgelegen kernen
Ukkel, Linkebeek, Beersel, Ruisbroek, Vorst